# Clarence Woods
Clarence Homer Woods était un pianiste et compositeur de musique ragtime. Il est né en 1888 dans l'Ohio, et mourut en 1956 à Davenport, Iowa. Il composa dix morceaux entre 1903 et 1938, dont "Slippery Elm Rag" et "Sleepy Hollow Rag".

## Liste des compositions
1903
- Meteor - MarchSleepy Hollow Rag (1918)

1912
- Slippery Elm Rag

1914
- Rusty Nails

1916
- The Graveyard Blues [avec John S. Caldwell]
- The Worried Blues [avec Leroy Williams]

1918

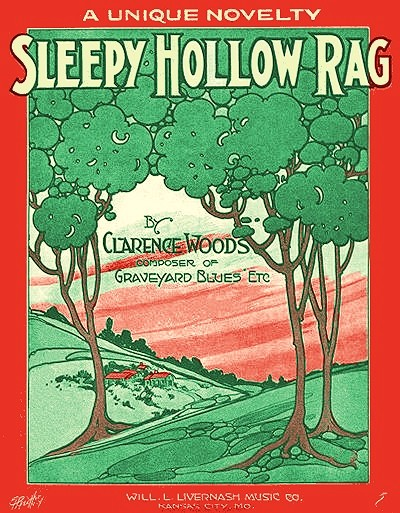
Sleepy Hollow Rag (1918)

- Sleepy Hollow Rag - A Unique Novelty

1919
- Who's Been Playin' Papa 'Round Here While I've Been Gone?
- Fever Heat - Rag Novelty
- Black Satin - Fox Trot

1938
- Oklahoma, I Love You [avec Opal Harrison Williford]